# Where Are You?
Where Are You? (zu Deutsch Wo bist du?) ist ein englischsprachiges Lied der britischen Sängerin Imaani und der Beitrag des Vereinigten Königreichs zum Eurovision Song Contest 1998. Geschrieben wurde es von Scott English, Phil Mankiza und Simon Stirling.

## Lied
In Where Are You? fragt der Protagonist aus der Ich-Perspektive, wo sich sein Gegenüber befindet („Everyday is a question mark – Where are you?“). Im Refrain drückt er aus, was er täte, um es wiederzufinden („I would drive through the rain (to find you) / Walk a desert plain“), allerdings auch, dass es ihm selbst nicht möglich ist, die „Ketten zu durchtrennen“ („You could unlock these chains (I’m tied to)“).
Neben der Eurovisions- und der Singleversion gibt es außerdem noch eine alternative Version, die einige jazzigere Instrumentierung umfasst. Zudem gibt es noch mehrere Remixe.

## Eurovision Song Contest
Imaani, die vorher vor allem als Hintergrundsängerin für andere Künstler arbeitete, nahm 1998 an der britischen Vorausscheidung zum Eurovision Song Contest teil. Die Veranstaltung A Song for Europe wurde am 15. März 1998 abgehalten, und Where Are You? konnte sich mit Viertausend Stimmen Vorsprung gegen die drei anderen Bewerber durchsetzen. Damit vertrat Imaani das Vereinigte Königreich beim Wettbewerb im eigenen Land, da im Vorjahr Katrina and the Waves für das Land gewannen.
Where Are You? wurde dort als 16. von 25 Liedern – zwischen dem rumänischen Beitrag Eu cred von Mălina Olinescu und dem zyprischen Lied Genesis von Michalis Hatzigiannis – präsentiert. Neben Imaani befanden sich zwei weibliche und zwei männliche Hintergrundsänger auf der Bühne, das Orchester wurde von James McMillan dirigiert. Der Auftritt rief in der Birminghamer National Indoor Arena sehr großen Beifall hervor.
Bei der Wertung erhielt das Lied viermal die Höchstpunktzahl von zwölf Punkten, nämlich aus Kroatien, Israel, Rumänien und der Türkei, sowie zwei Zehn-Punkte-Wertungen. Die Punktevergabe von 1998 gehört zu den engeren der Geschichte des Wettbewerbs, der Sieger wurde erst bei der letzten Abstimmung entschieden. Where Are You?, das zuvor auf dem dritten Platz gelegen hatte, konnte sich durch die mazedonische Wertung auf den zweiten Platz vorschieben, da das zuvor führende, maltesische Lied The One that I Love von Chiara Siracusa, keine Punkte erhielt. Dadurch wurde auch der Sieg des israelischen Beitrags Diva von Dana International entschieden.

## Nach dem Wettbewerb

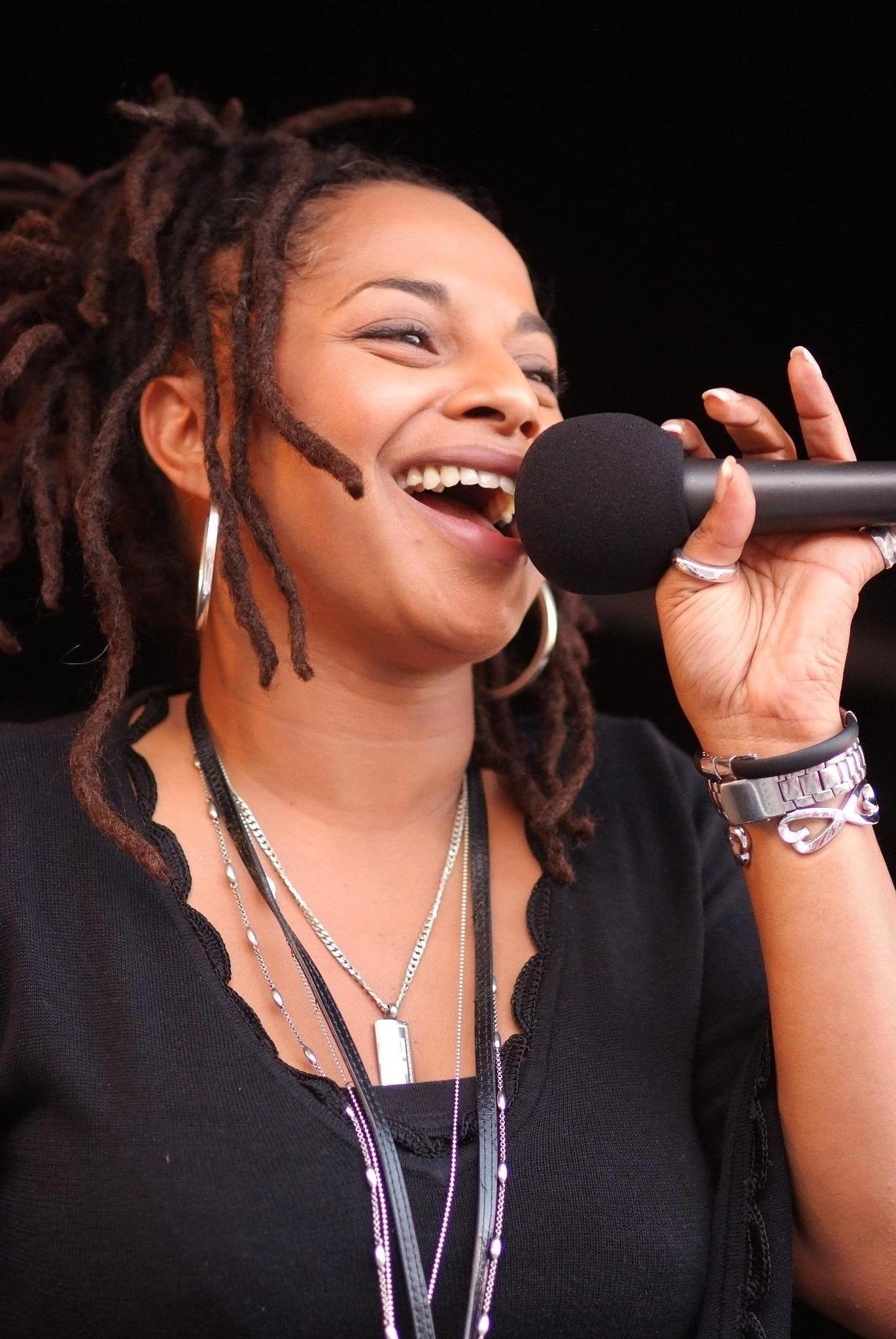
Imaani (2008)

Infolge des Wettbewerbs entwickelte sich Where Are You? zu einem kleineren Hit. In der Hitparade des Vereinigten Königreichs erreichte die Single den fünfzehnten Rang, damit ist das Lied ihre erfolgreichste (und einzige) Solonotierung bis heute. In Flandern, dem niederländischsprachigen Teil Belgiens, wurde der zwölfte Rang, In den Niederländischen Top 40 wurde sogar der achte Rang erreicht. Auf der Veröffentlichung war neben Where Are You? selbst noch das Lied Something’s Changing vorhanden.
Trotz des Erfolges beim Eurovision Song Contest und in den Hitparaden entschied sich die Plattenfirma EMI gegen die Weiterführung der Arbeit mit Imaani, sodass Where Are You? auf keinem Album der Sängerin, sondern nur auf einigen Kompilationen erschien.
1999 trat Imaani mit dem Lied als Pausenfüller beim niederländischen Vorentscheid zum Eurovision Song Contest auf. Auch heute ist sie noch öfters Gast bei Eurovisionsveranstaltungen, so 2009 bei der Previewparty zum Eurovision Song Contest in London.